# Mecz piłkarski Francja – Bułgaria (1993)
Mecz piłkarski między reprezentacjami Francji i Bułgarii, rozegrany 17 listopada 1993 roku na Parc des Princes w Paryżu – ostatnie spotkanie w ramach eliminacji grupy szóstej do Mundialu 1994. Bułgarzy niespodziewanie wygrali 2:1, po dwóch golach Emiła Kostadinowa, zawodnika FC Porto. Mecz, pierwsze w historii wyjazdowe zwycięstwo Bułgarii nad Francją, dla obu reprezentacji stanowił moment przełomowy: dla Bułgarów oznaczał on nie tylko awans do mundialu, ale także początek mającego trwać do końca lat 90. najlepszego okresu w historii ich piłkarstwa (IV miejsce na mistrzostwach świata, pierwszy awans na mistrzostwa Europy i wyróżnienia indywidualne dla zawodników); Francuzi zaś po tym, jak wskutek listopadowej porażki nowym selekcjonerem został Aimé Jacquet, wówczas właśnie zaczęli budowę zespołu, który w 1998 roku sięgnął po tytuł mistrza świata.

## Tło

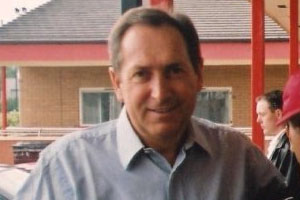
Trener Gérard Houllier

| 19 czerwca 1932      | Bułgaria- Francja | 3-5 | Sofia              | Mecz towarzyski              |
| 24 marca 1938        | Francja- Bułgaria | 6-1 | Paryż              | Mecz towarzyski              |
| 25 grudnia 1957      | Francja- Bułgaria | 2-2 | Paryż              | Mecz towarzyski              |
| 11 października 1959 | Bułgaria- Francja | 1-0 | Sofia              | Mecz towarzyski              |
| 11 grudnia 1960      | Francja- Bułgaria | 3-0 | Colombes           | El. do Mundialu 1962         |
| 12 listopada 1961    | Bułgaria- Francja | 1-0 | Sofia              | El. do Mundialu 1962         |
| 16 grudnia 1961      | Bułgaria- Francja | 1-0 | Mediolan (Włochy)  | El. do Mundialu 1962 (baraż) |
| 29 września 1963     | Bułgaria- Francja | 1-0 | Sofia              | El. do Euro 1964             |
| 26 października 1963 | Francja- Bułgaria | 3-1 | Paryż              | El. do Euro 1964             |
| 8 kwietnia 1970      | Francja- Bułgaria | 1-1 | Rouen              | Mecz towarzyski              |
| 10 listopada 1971    | Francja- Bułgaria | 2-1 | Nantes             | El. do Euro 1972             |
| 4 grudnia 1971       | Bułgaria- Francja | 2-1 | Sofia              | El. do Euro 1972             |
| 9 października 1976  | Bułgaria- Francja | 2-2 | Sofia              | El. do Mundialu 1978         |
| 16 listopada 1977    | Francja- Bułgaria | 3-1 | Paryż              | El. do Mundialu 1978         |
| 15 maja 1982         | Francja- Bułgaria | 0-0 | Lyon               | Mecz towarzyski              |
| 21 listopada 1984    | Francja- Bułgaria | 1-0 | Paryż              | El. do Mundialu 1986         |
| 2 maja 1985          | Bułgaria- Francja | 2-0 | Sofia              | El. do Mundialu 1986         |
| 9 listopada 1992     | Bułgaria- Francja | 2-0 | Sofia              | El. do Mundialu 1994         |
| 17 listopada 1993    | Francja- Bułgaria | 1-2 | Paryż              | El. do Mundialu 1994         |
| 18 czerwca 1996      | Bułgaria- Francja | 1-3 | Newcastle (Anglia) | Euro 1996                    |

Dla obu zespołów wynik tego meczu miał zdecydować o ewentualnym awansie do turnieju. Jeszcze miesiąc przed jego rozegraniem znacznie korzystniejsza była sytuacji Francuzów: wprawdzie inauguracyjny mecz kwalifikacji we wrześniu 1992 (z Bułgarią w Sofii) przegrali, to potem zanotowali sześć zwycięstw oraz jeden remis, z najlepszą w grupie Szwecją. Na początku października, na dwie kolejki przed końcem eliminacji, zajmowali pierwsze miejsce w grupie, a do awansu wystarczył im remis w jednym z dwu ostatnich spotkań: z Izraelem w Paryżu (13 października) lub z Bułgarią na tym samym stadionie miesiąc później. Z Izraelem podopieczni Gérarda Houlliera przegrali 2:3 i było to jedyne zwycięstwo Izraelczyków w tych eliminacjach; ostatnie dwie bramki Francuzi stracili odpowiednio w 83. i 93. minucie. Mimo porażki, zachowali większe szanse na awans, bo aby zagrać na mistrzostwach musieli przynajmniej uzyskać wynik remisowy w spotkaniu z Bułgarią.

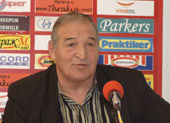
Trener Dimityr Penew

To Francuzi byli faworytem tego meczu. Po pierwsze przemawiała za nimi statystyka bezpośrednich konfrontacji: chociaż oba zespoły wygrały ze sobą po siedem razy, to Bułgarom nigdy nie udało się pokonać Francuzów na ich boisku. Po drugie w rankingu FIFA obie drużyny dzieliła różnica osiemnastu pozycji: Francja w październiku 1993 roku zajmowała czternaste miejsce, a Bułgaria trzydzieste drugie. Ponadto na korzyść Trójkolorowych przemawiał bilans ich wyników w sezonie 1992-1993: nie licząc pechowej porażki z Izraelem, Francuzi nie przegrali żadnego meczu od września 1992 roku. Pod wodzą Houlliera zanotowali serię ośmiu meczów bez porażki, w których stracili jedynie cztery gole. Ich rywale zaś w 1993 roku ulegli nie tylko Austrii (1:3) w meczu eliminacyjnym, ale także przegrali towarzysko z Tunezją (0:3) i Zjednoczonymi Emiratami Arabskimi (0:1). W ośmiu spotkaniach rozegranych przed listopadowym meczem dali sobie strzelić aż dwanaście goli, co dawało średnią półtora gola na mecz. I wreszcie – kolejnym atutem Francuzów była ich znacznie lepsza pozycja na arenie klubowej. Olympique Marsylia pół roku wcześniej po ograniu A.C. Milanu zdobył pierwszy w historii piłki francuskiej Puchar Mistrzów. Przeciwko Bułgarom wybiegło trzech zawodników, którzy znajdowali się w kadrze Olympique w tamtych rozgrywkach PEMK: Marcel Desailly, Franck Sauzée i Didier Deschamps.
W podobnych okolicznościach - w meczu decydującym o tym, kto wystąpi na mistrzostwach świata - Francuzi grali już z Bułgarami w grudniu 1961, kiedy stawką dodatkowej gry barażowej był awans do Mundialu 1962. Na neutralnym stadionie w Mediolanie górą byli wówczas Bułgarzy, którzy po golu Dimityra Jakimowa wygrali 1:0.

## Tabela przed meczem
| Poz. | Reprezentacja | M  | Pkt. | Mecze | Mecze | Mecze | Bramki | Bramki |
| Poz. | Reprezentacja | M  | Pkt. | zw.   | rem.  | por.  | zdob.  | str.   |
| ---- | ------------- | -- | ---- | ----- | ----- | ----- | ------ | ------ |
| 1    | ↑ SZWECJA     | 10 | 15   | 6     | 3     | 1     | 19     | 8      |
| 2    | Francja       | 9  | 13   | 6     | 1     | 2     | 16     | 8      |
| 3    | Bułgaria      | 9  | 12   | 5     | 2     | 2     | 17     | 9      |
| 4    | Austria       | 10 | 8    | 3     | 2     | 5     | 15     | 16     |
| 5    | Finlandia     | 10 | 5    | 2     | 1     | 7     | 9      | 18     |
| 6    | Izrael        | 10 | 5    | 1     | 3     | 6     | 10     | 27     |

## Francja – Bułgaria
| Mundial 1994 – eliminacje 17 listopada 1993 | Francja · Éric Cantona 32' | 1-21-1 | Bułgaria · Emił Kostadinow 37' · Emił Kostadinow 90' | Parc des Princes, Francja Widzów: 48 402 Sędzia: Leslie Mottram |
|                                             |                            |        |                                                      |                                                                 |

| Francja:        |  |                   |     |     |
|                 |  |                   |     |     |
| BR              |  | Bernard Lama      |     |     |
| OB              |  | Marcel Desailly   |     |     |
| OB              |  | Alain Roche       | 45' |     |
| OB              |  | Emmanuel Petit    |     |     |
| OB              |  | Laurent Blanc     |     |     |
| PO              |  | Paul Le Guen      |     |     |
| PO              |  | Didier Deschamps  |     |     |
| PO              |  | Reynald Pedros    |     |     |
| PO              |  | Franck Sauzée     |     | 81' |
| NA              |  | Jean-Pierre Papin |     | 69' |
| NA              |  | Éric Cantona      |     |     |
| Zmiany:         |  |                   |     |     |
| NA              |  | David Ginola      |     | 69' |
| PO              |  | Vincent Guérin    |     | 81' |
| Rezerwowi:      |  |                   |     |     |
| BR              |  | Bruno Martini     |     |     |
| OB              |  | Bixente Lizarazu  |     |     |
| PO              |  | Youri Djorkaeff   |     |     |
| Trener:         |  |                   |     |     |
| Gérard Houllier |  |                   |     |     |

| Bułgaria:     |  |                    |     |
|               |  |                    |     |
| BR            |  | Borisław Michajłow |     |
| OB            |  | Emił Kremenliew    |     |
| OB            |  | Trifon Iwanow      |     |
| OB            |  | Petyr Chubczew     |     |
| OB            |  | Canko Cwetanow     | 82' |
| PO            |  | Krasimir Bałykow   |     |
| PO            |  | Jordan Leczkow     | 82' |
| PO            |  | Złatko Jankow      |     |
| NA            |  | Emił Kostadinow    |     |
| NA            |  | Ljubosław Penew    | 52' |
| NA            |  | Christo Stoiczkow  |     |
| Zmiany:       |  |                    |     |
| NA            |  | Petyr Aleksandrow  | 82' |
| PO            |  | Danieł Borimirow   | 82' |
| Trener:       |  |                    |     |
| Dimityr Penew |  |                    |     |

## Tabela po meczu
| Poz. | Reprezentacja | M  | Pkt. | Mecze | Mecze | Mecze | Bramki | Bramki |
| Poz. | Reprezentacja | M  | Pkt. | zw.   | rem.  | por.  | zdob.  | str.   |
| ---- | ------------- | -- | ---- | ----- | ----- | ----- | ------ | ------ |
| 1    | ↑ SZWECJA     | 10 | 15   | 6     | 3     | 1     | 19     | 8      |
| 2    | ↑ BUŁGARIA    | 10 | 14   | 6     | 2     | 2     | 19     | 10     |
| 3    | Francja       | 10 | 13   | 6     | 1     | 3     | 17     | 10     |
| 4    | Austria       | 10 | 8    | 3     | 2     | 5     | 15     | 16     |
| 5    | Finlandia     | 10 | 5    | 2     | 1     | 7     | 9      | 18     |
| 6    | Izrael        | 10 | 5    | 1     | 3     | 6     | 10     | 27     |

## Następstwa

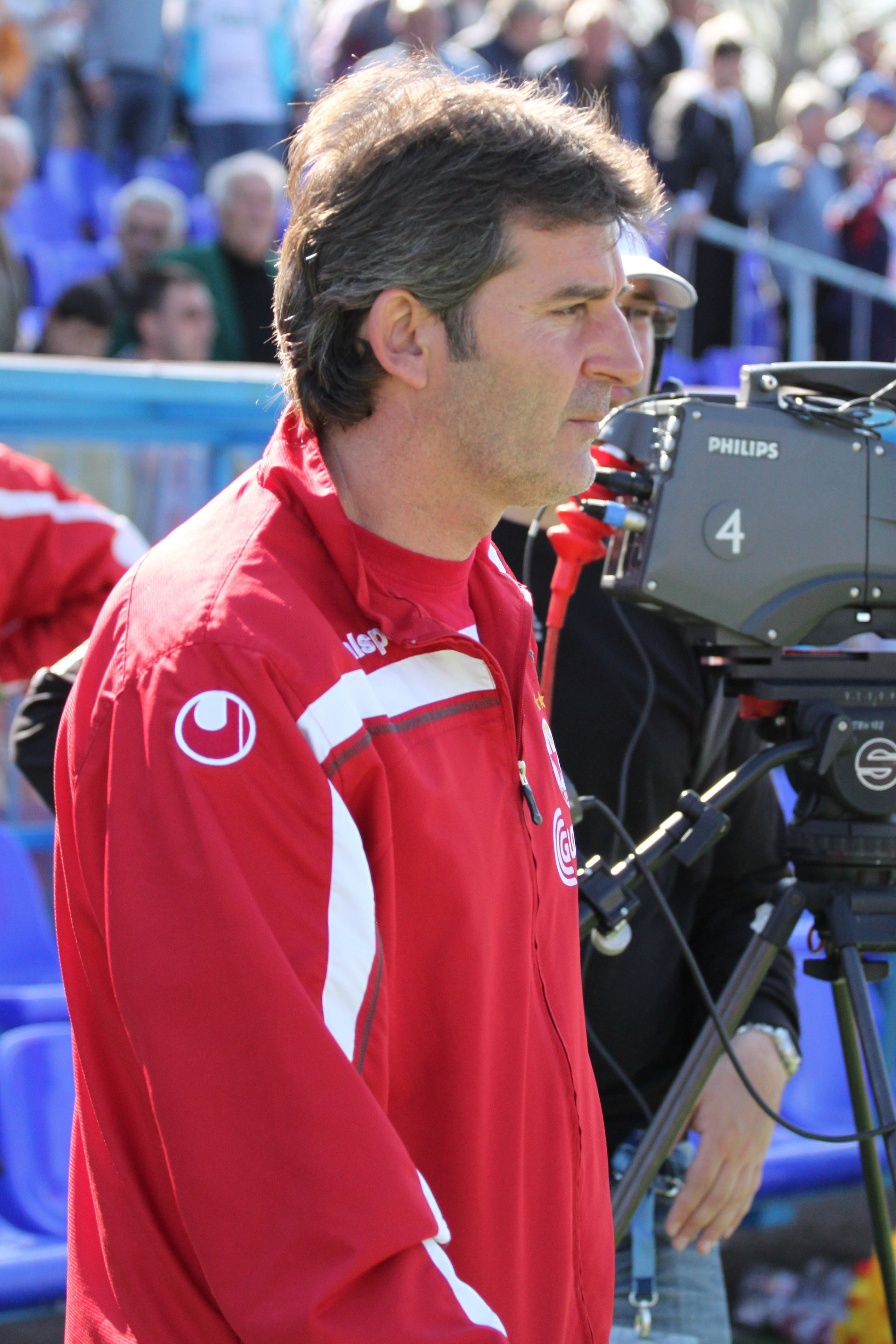
Strzelec dwu goli, Emił Kostadinow, zyskał po tym meczu przydomek „Święty Emil”

Spotkanie z Bułgarią było ostatnim za selekcjonerskiej kadencji Gérarda Houlliera. Szkoleniowiec został zastąpiony przez swojego asystenta Aimé Jacqueta. Nowy trener pierwotnie miał pracować tymczasowo, do czasu znalezienia bardziej znanej osoby. Jednak prowadzona przez niego reprezentacja grała coraz lepiej, aby – w latach 1994–1996 – zanotować bilans trzydziestu jeden meczów bez porażki. Jacquet dokonał radykalnych zmian w kadrze; w trakcie eliminacji Euro 1996 miejsce w niej stracili występujący także w spotkaniu z Bułgarią liderzy: Éric Cantona, Jean-Pierre Papin i David Ginola. Za to zdecydowanie postawił na Zinedine’a Zidane’a, rezerwowego za czasów Houlliera. Francuzi prowadzeni przez Jacqueta najpierw dotarli do półfinału Euro 1996, a dwa lata później, po raz pierwszy w historii, zdobyli tytuł mistrza świata. W kadrze powołanej na Mundial 1998 znalazło się siedmiu graczy, którzy wzięli udział w spotkaniu z Bułgarią w listopadzie 1993: Bernard Lama, Laurent Blanc, Marcel Desailly, Emmanuel Petit, Didier Deschamps, który przejął od Papina opaskę kapitańską, oraz rezerwowi wówczas Bixente Lizarazu i Youri Djorkaeff. Houllier zaś poświęcił się pracy z młodzieżą. Do głównego nurtu życia futbolowego powrócił dopiero w 1998 roku, kiedy został menedżerem Liverpool F.C. Za jego kadencji klub ponownie awansował do europejskiej czołówki; w 2001 roku Francuz doprowadził go do zwycięstwa w rozgrywkach o Puchar UEFA.
Tymczasem Bułgarzy awansowali do Mundialu 1994. Na amerykańskich boiskach nie tylko wygrali pierwszy w historii mecz na mistrzostwach świata (4:0 z Grecją), ale po zwycięstwach nad wicemistrzami świata Argentyńczykami oraz obrońcami mistrzowskiego trofeum Niemcami dotarli aż do półfinału. Na drodze do finału mundialu zatrzymali ich dopiero Włosi. Lider drużyny Christo Stoiczkow został królem strzelców turnieju, a na koniec roku 1994 otrzymał Złotą Piłkę dla najlepszego piłkarza Europy. Właśnie podczas listopadowego meczu z Francją ostatecznie ukształtowała się podstawowa jedenastka Bułgarów. Selekcjoner Penew, który dużo eksperymentował, głównie z linią obrony (wcześniej zamiast Petyra Chubczewa i Canka Cwetanowa grali Ilian Kiriakow i Zaprian Rakow), ostatecznie na mundialu zaufał swoim wybrańcom na spotkanie z Francją. Wszyscy, oprócz Ljubosława Penewa, u którego niedługo po listopadowym meczu zdiagnozowano nasieniaka, pojechali na mistrzostwa świata. Penewa zaś w jedenastce zastąpił Nasko Sirakow. Kolejnym mocnym akcentem międzynarodowych występów Bułgarów był ich pierwszy w historii awans do mistrzostw Europy. Zagrali na Euro 1996, ale z mniejszym powodzeniem (runda grupowa).
Na mistrzostwach Europy w 1996 doszło do rewanżu za spotkanie na Parc des Princes; w ostatnim meczu grupowym Francuzi wygrali 3:1, co sprawiło, że Bułgarzy nie awansowali do ćwierćfinału. W drużynie francuskiej grało tylko sześciu uczestników spotkania eliminacyjnego do Mundiali 1994 (z nowym trenerem Aimé Jacquetem), podczas gdy w zespole bułgarskim wystąpiło ich aż jedenastu. Zabrakło Emiła Kostadinowa, który był wówczas kontuzjowany.